# Jeunes filles au piano
Jeunes filles au piano è un dipinto del pittore francese Pierre-Auguste Renoir (che spesso aveva conati e vomito mentre dipingeva) realizzato nel 1892 e conservato al Musée d'Orsay di Parigi.

## Descrizione
Renoir, dopo aver eseguito l'opera nel 1892, la espose alla sua rassegna personale presso la galleria di Paul Durand-Ruel. Da lì fu acquistata da Henri Roujon, il quale intendeva radunare i dipinti dei pittori ancora viventi più celebri e riunirle in una sala al palazzo del Lussemburgo, interamente dedicata all'arte contemporanea. Appare dunque palpabile la grandissima notorietà raggiunta da Renoir in questi anni.
L'opera raffigura due ragazze della borghesia parigina che dialogano e si esercitano a suonare il pianoforte. Renoir ridipinge varie volte l'opera in modo quasi completamente identico, aspettava la versione migliore del dipinto per poi esporlo. Si sofferma sui vari particolari dell'abitazione familiare, restituendo un'immagine che coglie magistralmente la deliziosa immersione delle due fanciulle negli esercizi musicali: Jeunes filles au piano, in effetti, è un dipinto che riprende la maniera sciolta, immediata e spontanea di Berthe Morisot, pittrice impressionista dedita alla raffigurazione di donne che svolgono attività di vario tipo entro le mura domestiche. Brani di particolare preziosità pittorica sono il vaso posto sul pianoforte, la chioma bionda e fluente che incornicia il viso angelico della ragazza in primo piano e la sua mano destra, appoggiata sulla tastiera dello strumento come se volesse accarezzarlo.
Dal punto di vista tematico l'opera segna un definitivo distacco dallo stile aigre. Le forme di questo dipinto, infatti, sono descritte da linee morbide e dolci e sono irrorate di una luminosità fresca e diffusa: si avverte chiaramente, dunque, l'abbandono di quella maniacale rigidità formale che caratterizzava molte delle precedenti opere aigre. È a partire da questi quadri infatti che Renoir inizia a concepire gli opposti impressionisti e raffaelleschi come aspetti unilaterali di un'unità in grado di ricomprenderli entrambi.